# Misha'al bint Fahd Al Sa'ud
Mishaʿal bint Fahd Āl Saʿūd (in arabo مشاعل بنت فهد بن محمد آل سعود‎?; 1958 – Gedda, 15 luglio 1977) è stata una principessa saudita, giustiziata mediante fucilazione per adulterio.

## Formazione
La sua famiglia ha inviato la principessa Misha'al, su sua richiesta, in Libano per frequentare la scuola. Mentre era lì, si è innamorata di un uomo, Khaled al-Sha'er Mulhallal, nipote di Ali Hassan al-Shaer, ambasciatore saudita in Libano, e hanno cominciato una relazione. Quando, al loro ritorno in Arabia Saudita, è emerso che avevano cospirato per incontrarsi in segreto diverse volte, sono stati entrambi accusati di adulterio. Misha'al ha tentato di far circolare la voce che era morta per annegamento ma è stata catturata mentre cercava di fuggire dal regno con Khaled. Anche se era travestita da uomo, è stata riconosciuta da un esaminatore del passaporto all'aeroporto di Gedda. In seguito è stata restituita alla sua famiglia. Secondo la legge della Shari'a, una persona può essere condannata per adulterio solo con la dichiarazione di quattro maschi adulti che testimonino l'atto di penetrazione sessuale, o per la stessa ammissione di colpevolezza dell'accusato, dichiarando tre volte in tribunale "Ho commesso adulterio." Nel processo contro la principessa non c'era testimoni. La sua famiglia la ha esortata a non confessare, ma di promettere solamente di non rivedere il suo amante. Al suo ritorno in aula, lei avrebbe però ripetuto la sua confessione: "Ho commesso adulterio, ho commesso adulterio, ho commesso adulterio..." Questa affermazione è stata contestata dal docu-drama "Morte di una principessa", che invece indica che la principessa e il suo amante non sono mai stati realmente processati in tribunale.

## Esecuzione
Il 15 luglio del 1977, entrambi sono stati giustiziati pubblicamente a Gedda in un parco vicino alla residenza di una delle consorti del sovrano. Nonostante il suo status regale, è stata bendata, fatta inginocchiare e fucilata su istruzione esplicita del nonno, il principe Muhammad bin Abd al-Aziz, un membro anziano della famiglia reale, per il presunto disonore che ha arrecato al suo clan sfidando un ordine reale che la obbligava a sposare un uomo scelto dalla famiglia. Khaled, dopo essere stato costretto a guardare la sua esecuzione, è stato decapitato con una spada da, si crede, uno dei parenti maschi della principessa. Ci sono voluti cinque colpi per recidere la testa, non essendo il boia un professionista. Entrambe le esecuzioni sono state condotte nel parco di un palazzo di Gedda, non nella piazza delle esecuzioni pubbliche della città.
Dopo tali fatti, la segregazione delle donne è diventata più severa, e la polizia religiosa ha anche iniziato a pattugliare bazar, centri commerciali e qualsiasi altro luogo in cui uomini e donne avrebbero potuto incontrarsi. Quando al principe Muhammad è stato successivamente chiesto se le due morti fossero realmente necessarie, ha detto, "Per me era abbastanza che fossero nella stessa stanza insieme".

## Polemica
Il produttore cinematografico indipendente Antony Thomas si è recato in Arabia Saudita e ha intervistato numerose persone circa la vicenda della principessa. Ha raccolto storie contrastanti, che in seguito sono state oggetto di un documentario britannico, "Morte di una principessa". Il film è stato programmato per l'essere diffuso il 9 aprile 1980 in prima visione nel canale privato ITV e poi un mese dopo sulla rete televisiva pubblica statunitense PBS. Entrambe le trasmissioni hanno causato proteste e una forte pressione diplomatica, economica e politica da parte dei sauditi. Non riuscendo a ottenere l'annullamento della trasmissione britannica, re Khalid ha espulso l'ambasciatore britannico dal suo regno e annullato una visita di Stato prevista per il mese di aprile.
Nel maggio 1980, l'attenzione si è spostata sulla PBS, i cui funzionari hanno sopportato un mese di crescente pressione da parte di aziende e politici. Un grande sponsor del canale televisivo, la Mobil Oil Corporation, ha pubblicato un articolo di una pagina sul New York Times in cui dichiarava di opporsi alla diffusione della pellicola, affermando che avrebbe messo a repentaglio le relazioni USA-Arabia Saudita. Dopo un po' di stallo, è stato finalmente trasmesso dalla PBS nella maggior parte degli Stati Uniti il 12 maggio del 1980, anche se alcune stazioni PBS non l'hanno fatto. Per esempio, nella Carolina del Sud, l'affiliata della PBS ha annullato la trasmissione del film, una decisione influenzata probabilmente dal fatto che l'allora ambasciatore statunitense in Arabia Saudita, John C. West, era stato governatore dello stato. Il docudramma è stato trasmesso negli Stati Uniti come parte di un programma settimanale della rete chiamato "World". Tale programma, in seguito, ha cambiato nome in "Frontline". "Morte di una principessa" è di nuovo andata in onda su "Frontline" nel 2005, per commemorare il 25º anniversario della trasmissione originale.
Si dice che Re Khalid, sovrano dell'Arabia Saudita, abbia offerto 11 milioni di dollari per la soppressione della trasmissione.
Secondo Antony Thomas, non vi era alcuna prova né ci fu un'esecuzione ufficiale:
David Fanning, co-sceneggiatore e produttore esecutivo del film, ha aggiunto: